# PGC 1315082
LEDA/PGC 1315082 ist eine Galaxie im Sternbild Dreieck am Nordsternhimmel. Sie ist schätzungsweise 533 Millionen Lichtjahre von der Milchstraße entfernt und hat einen Durchmesser von etwa 105.000 Lichtjahren.
Im selben Himmelsareal befinden sich u. a. die Galaxien PGC 937, PGC 90467, PGC 1321434, PGC 1324614.